# 분자역학

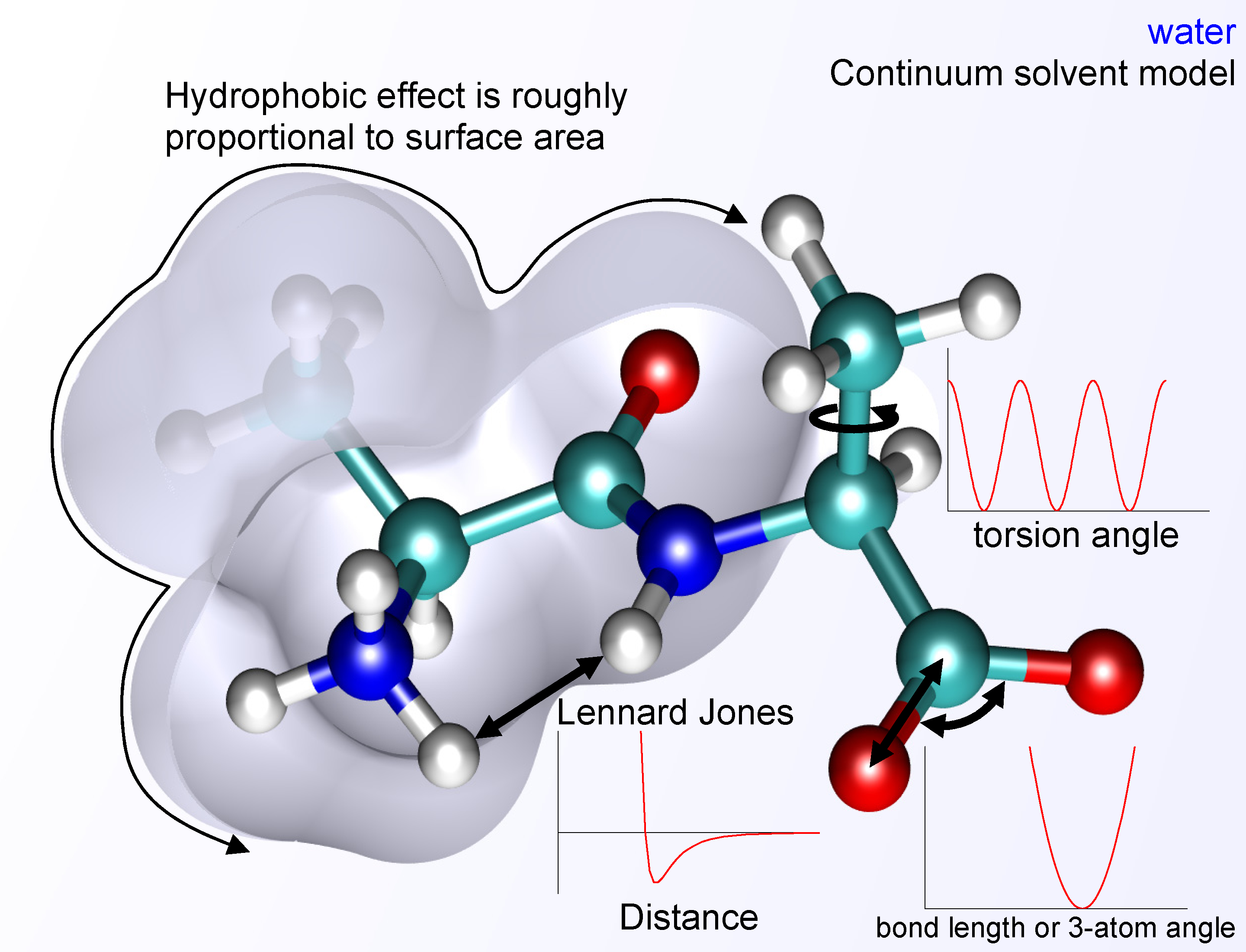

분자역학(영어: molecular mechanics, 약자 MM)이란, 분자의 컨포메이션의 안정성과 컨포메이션 사이의 에너지 차이를 원자 사이에 작용하는 힘에 따른 위치 에너지의 총 합에 따라 계산하는 방법이다.
분자가 가지는 에너지는 슈뢰딩거 방정식을 풂으로서 계산하는 것이 가능한데, 이것은 분자를 구성하는 원자 및 전자의 수가 많아지면 계산하여야 할 양이 급격히 증가하므로 좋지 않다.
한편, 분자 내부 원자 사이에 작용하는 힘은 그 원자의 종류와 결합 방식이 같다면 다른 종류의 분자에도 거의 같다. 예를 들면 sp3 혼성을 가진 탄소 원자와 수소 원자의 결합 거리는 어떤 분자에서도 거의 0.11nm이고, 결합 에너지는 4.1×102kJ/mol, IR 스펙트럼은 거의 2,950cm-1 부근에서 흡수를 나타낸다.
이것은 곧 sp3 혼성을 가진 탄소 원자와 수소 원자의 결합 거리의 신축에 따라 2개의 원자 사이에 작용하는 힘은 분자의 종류에 관계되지 않고 어떤 하나의 수식으로 나타낼 수 있다는 것을 보여준다.
분자 사이에 작용하는 모든 힘을 원자 사이의 결합을 표시하는 패러미터 (결합 거리, 결합각 등)을 변수로 하여 원자의 종류와 결합 방식에 따라 결정되는 함수로 표시한다. 그런 후, 각각의 힘에 따른 위치 에너지의 총 합이 분자가 가지는 에너지가 된다고 생각한다. 이러한 생각 위에, 여러 가지 실험치를 잘 설명할 수 있는 원자 사이의 위치 에너지를 나타내는 식을 경험적으로 또는 양자화학적 수법으로 이끌어내고 그에 따라 분자의 컨포메이션의 안정성과 컨포메이션 사이의 에너지 차이를 계산하는 것이 바로 분자 역학법이다.
이 위치 에너지에 따른 힘의 장을 분자력장이라고 하므로, 이를 분자력장 계산이라고 한다.
분자 역학법에서의 분자의 이미지는 원자를 구로 하고, 그 구를 양 끝의 원자의 종류에 따라 세기가 결정되는 용수철로 연결한 것과 비슷하다. 각각의 용수철이 늘어나고 줄어들면서 모든 용수철의 위치 에너지의 합계가 제일 작을 때 그 분자가 가지는 에너지와 컨포메이션을 결정할 수 있다.
분자 역학법은 계산량이 양자화학적 수법에 비해 작기 때문에 원자 수가 많은 분자에 대해서도 쉽게 계산결과를 얻을 수 있는 것이 장점이다. 그러나, 원자의 종류와 결합 방식이 다를 때마다 다른 위치 에너지 식을 사용하여야 하기 때문에 미리 준비하여야 할 패러미터 수가 매우 많아져버리는 결점이 있다.
단순한 분자역학법에 대해선 분자가 가진 위치 에너지 E는
{\displaystyle E=\sum E_{d}+\sum E_{a}+\sum E_{t}+\sum E_{n}}
- Ed는 직접 결합하고 있는 2원자 사이의 결합 거리에 따른 위치 에너지
- Ea는 직접 결합하고 있는 3원자 사이의 결합 각에 따른 위치 에너지
- Et는 직접 결합하고 있는 4원자 사이의 이면각에 따른 위치 에너지
- En는 직접 결합하지 않은 두 원자가 공간적으로 접근하는 것에 따른 위치 에너지

로 표시된다.
Ed는 결합의 신축에 따라 생기는 위치 에너지를 표시한다. Ed를 경험적으로 잘 근사하는 식은 모스 퍼텐셜이 알려져 있으나 이 식은 지수함수를 포함하고 있어 계산량이 많아져 분자역학법의 이점을 잘 살리지 못하므로 그렇게 많이 쓰이지 않는다. 또한 고전적인 방법으로는 훅 법칙을 따르는 조화 진동자로써 다루는 방법이 있다. 근사의 정밀도는 그렇게 높지 않지만 계산량이 적기 때문에 고분자 계산에 쓰인다. 근사의 정밀도를 더 개선한 것으론 모스 퍼텐셜의 평형결합거리부근에서의 거동을 근사한 결합거리의 3~4차식 등이 쓰인다.
그러나 이러한 식들은 평형 결합거리로부터 떨어진 부분에서는 에너지 수치가 전혀 맞지 않으므로 반응의 전이 상태에서의 에너지 계산 등은 불가능해진다.
Ea는 결합각의 압축과 확대에 따라 생기는 위치 에너지를 나타낸다. Ea를 나타내는 경험적인 식에서는 조화 진동자로서 취급하는 방법을 일단 들 수 있다. 근사의 정밀도를 높이기 위해선 4~6차식이 쓰인다.
Et는 단결합 주위의 회전에 따른 위치 에너지와 이중 결합의 평면으로부터 원자가 움직이는 것으로 인해 생기는 위치 에너지를 표시한다. Et는 이면각을 360도 회전시키면 원형으로 돌아가는 주기 함수이므로 푸리에 급수 형태의 식이 사용된다. 근사의 정밀도를 높이는 경우엔 높은 차수의 푸리에 급수항을 포함하는 식이 사용된다.
En는 입체적인 반발과 비공유 전자쌍에 의한 정전기적인 척력과 반데르발스 힘과 수소 결합에 의한 인력이 포함되므로 여러 가지 형태의 항을 포함한다. 입체적인 반발과 판데르발스 힘을 잘 나타내는 것으로는 인력이 원자 사이의 거리의 6승에 반비례하고, 척력이 원자 거리의 12승에 반비례하는 레너드 존스 퍼텐셜이 있어 자주 사용된다.
결합 거리가 늘어난 때에 결합각에 따른 에너지를 보정하는 것과 같은 더욱 정밀한 계산을 요하는 분자력장에서는 2종류 이상의 구조를 나타내는 변수를 포함하는 교차항이라 불리는 항이 도입된다.
대표적인 분자력장의 종류로는 다음과 같은 것이 있다. 각각 타겟으로 하는 용도와 분자에 특색이 있다.
- MM2, MM3,MM4 (Molecular Mechanics program 2 or 3 or 4)
- MMFF94 (Merck Molecular Force Field 94)
- AMBER (Assisted Model Building and Energy Refinement)
- CHARMM (Chemistry at HARvard Macromolecular Mechanics)

분자력장법에 있어서는 분자력장에서 받는 힘에 따라 원자의 공간적인 배치가 이동된다는 것으로 더욱 에너지가 낮은 컨포메이션으로 변화되어 가 결국 안정된 컨포케이션을 구할 수 있다. 단순한 소프트웨어로는 초기에 입력한 입체 컨포메이션에 가까운 안정 컨포메이션 중의 하나가 구해질 뿐이었지만 더욱 좋은 기능을 가진 소프트웨어에서는 복수의 초기 컨포메이션을 자동적으로 발생시켜 복수의 안정 컨포메이션을 구할 수 있다.
보통 분자역학에서는 안정된 분자를 취급하는데 반해 분자 동역학은 분자와 그 집단의 운동을 다룬다. 분자 동역학법 중에서도 분자 내, 또는 분자 사이의 힘을 기술하기 위해서 분자 역학이 이용된다.

## 같이 보기
- 분자동역학